# Ordre Camilo Cienfuegos
L'ordre Camilo Cienfuegos (espagnol : Orden Camilo Cienfuegos) est une décoration cubaine.

## Historique
La décoration est créée le 10 décembre 1979 et nommée en l'honneur du héros de la révolution cubaine, Camilo Cienfuegos Gorriarán,.

## Remise de l'ordre
L'ordre est divisé en deux degrés, décernés aux membres des Forces armées révolutionnaires en service actif, en réserve ou à la retraite, aux citoyens civils ou militaires des pays amis, pour mérites extraordinaires dans la défense de la patrie socialiste, pour mérite extraordinaire dans la planification ou l'exécution d'actions de combat, dans la défense des conquêtes et de la souveraineté de Cuba.

## Description
La médaille de l'ordre est en argent sous la forme d'un rectangle convexe de couleur dorée, sur lequel une croix aux extrémités évasées est marquée de profondes entailles. Au centre de la mention élogieuse est placée une plaque ronde, au centre de laquelle se trouve une effigie en relief de Camilo Cienfuegos. Dans la partie supérieure de la circonférence de la plaque se trouve une bande d'émail vert avec l'inscription : « CAMILO CIENFUEGOS », et dans la partie inférieure se trouvent des branches de laurier et de chêne, entre lesquelles se trouve une étoile à cinq branches. L'ordre est accompagnée d'un ruban recouvert d'un ruban moiré de soie rouge à rayures jaunes et bleues sur le bord droit.